# Бізнес-Бей
Business Bay (араб. الخليج التجاري: Al-Khaleej Al-Tijari) — центральний діловий район, що будується в Дубаї, Об'єднані Арабські Емірати. У проекті представлені численні хмарочоси, розташовані в районі Дубай-Крік. Бізнес-Бей буде мати більше 240 будинків, включаючи комерційні та житлові будівлі. Планування Бізнес-Бея було завершено в 2008 році, і весь проект, планувалося, завершити в 2012—2015 роках. Бізнес-Бей є частиною бачення шейха Мухаммеда бін Рашеда аль-Мактума, віце-президента ОАЕ, прем'єр-міністра, міністра оборони та правителя Дубая. Бізнес-Бей буде новим «містом» в місті Дубаї, і будується як комерційний, житловий та бізнес-кластер по новій експансії Дубайської затоки, що простягається від Рас-аль-Хор до Шейх-Зайед-роуд. Площа проекту 165 759 239 кв. км. Після завершення будівництва, Бізнес-Бей складатиметься з офісних і житлових будівель, встановлених у ландшафтних садах з мережею доріг, шляхів і каналів.

## Виконавчі вежі
Бізнес-Бей налічує 12 виконавчих веж, у тому числі житлові, торгові та офісні вежі. Це перші будівлі, які будуть завершені в Бізнес-Бей. Триповерховий «міст» з'єднує всі вежі до ближньої вежі Vision Tower, яка буде з'єднана спеціальним проїздом.

## Бей-Авеню
Бей-Авеню — це двоповерхова ділянка внутрішнього та зовнішнього торговельних площ. У ній будуть кафе, ресторани, бутики, виставкові зали, дитячі ігрові майданчики та спортивні споруди. Проте, майже через два роки після завершення, перша пара магазинів лише наближається до завершення.[джерело?]

## Транспорт

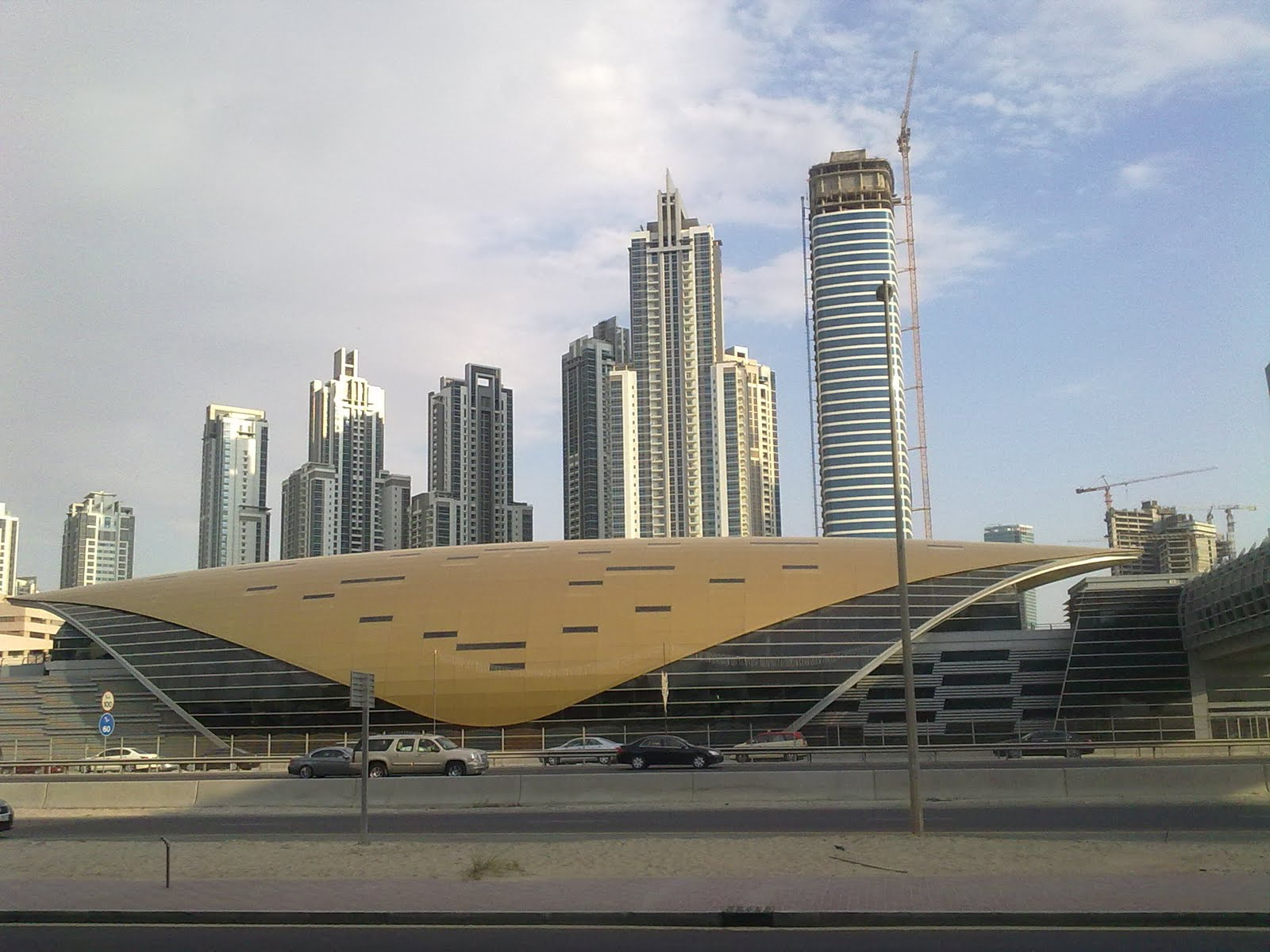
Станція метро «Бізнес-Бей»

Бізнес-Бей з'єднаний з червоною лінією Дубайського метрополітену станцією «Бізнес-Бей», яка відкрилася 25 квітня 2010 року разом з більшістю інших станцій, що належать до червоної лінії Дубайського метрополітену.

## Галерея

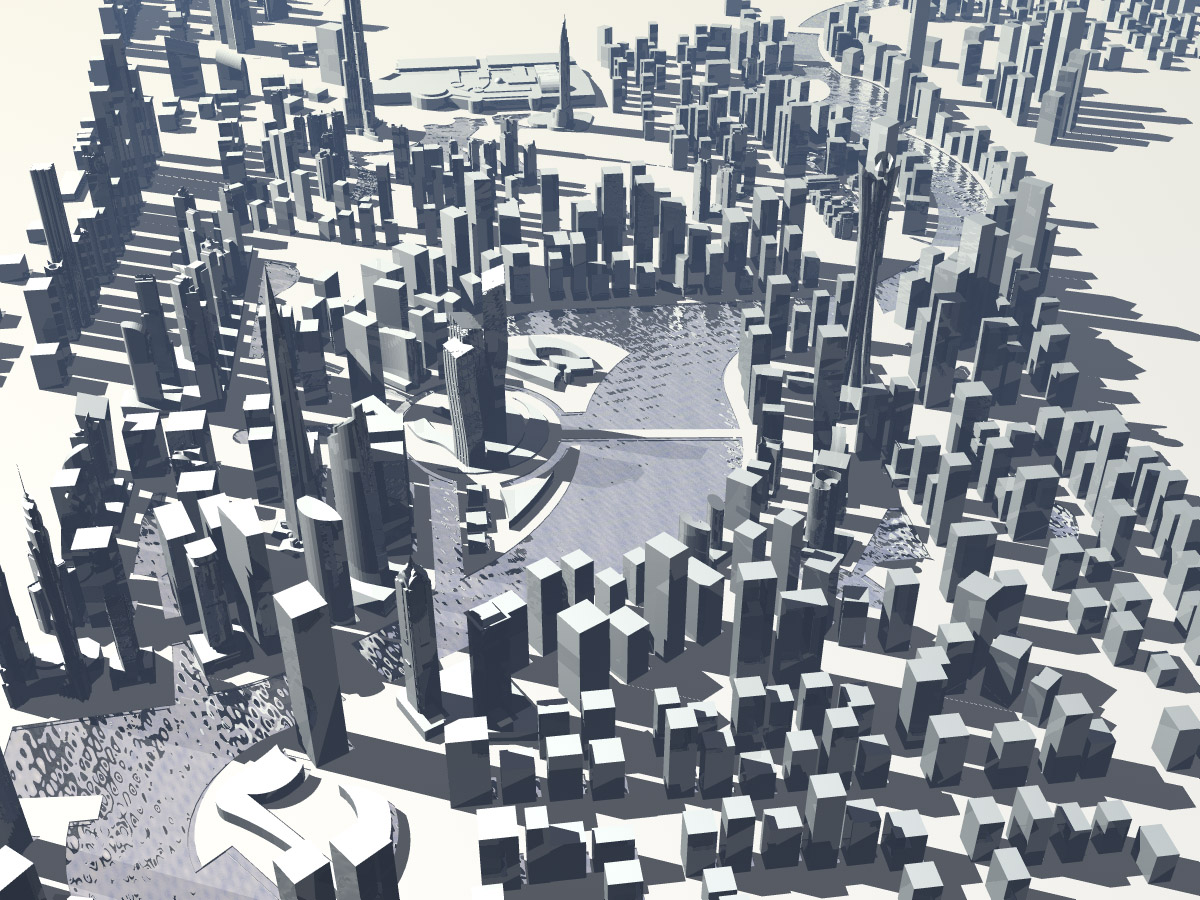
Концептуальний образ Бізнес-Бея
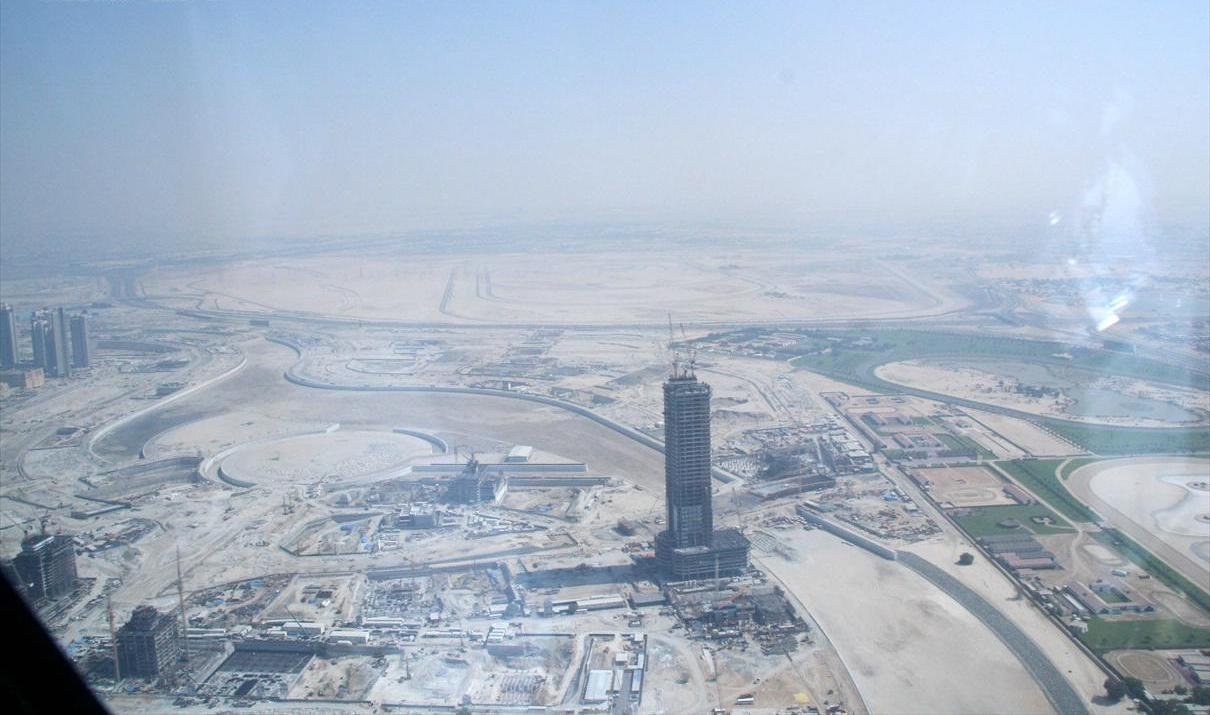
Бізнес-Бей перед будівництвом
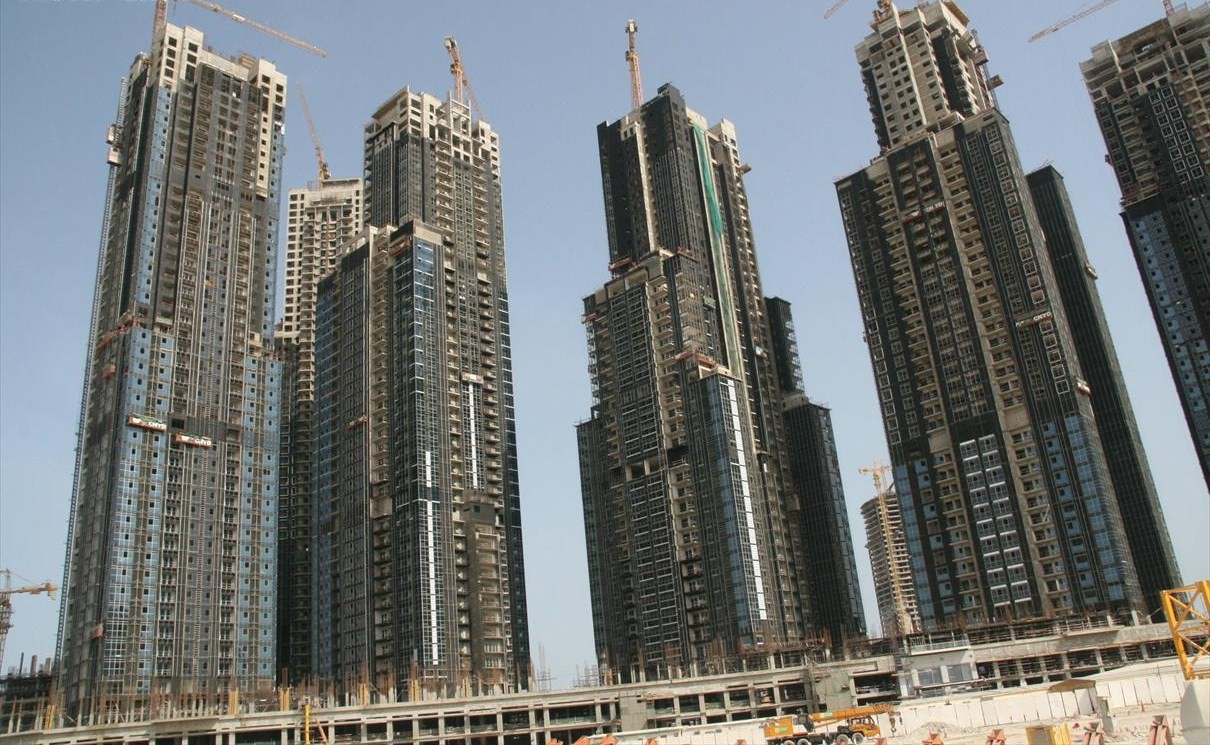
Будівництво виконавчих веж в червні 2007 року
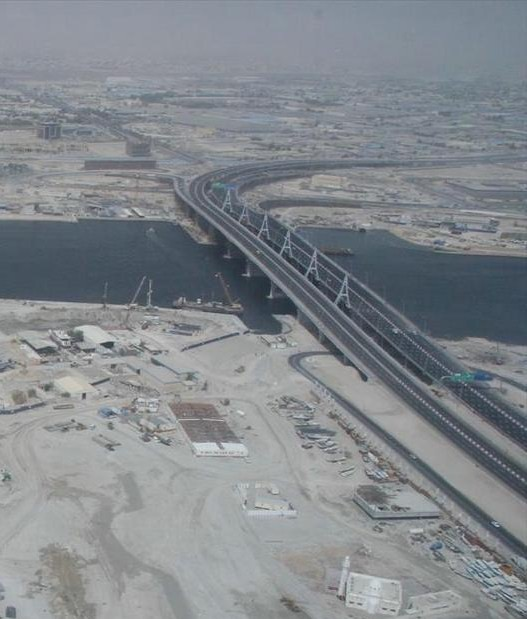
Перетинаючий міст Бізнес-Бею